# Relació de Landsberg-Schaar
En la teoria de nombres i l'anàlisi harmònica, la relació de Landsberg-Schaar (o identitat de Landsberg-Schaar) és la següent equació, que és vàlida per als nombres enters positius p i q arbitraris:
{\displaystyle {\frac {1}{\sqrt {p}}}\sum _{n=0}^{p-1}\exp \left({\frac {2\pi in^{2}q}{p}}\right)={\frac {e^{{\frac {1}{4}}\pi i}}{\sqrt {2q}}}\sum _{n=0}^{2q-1}\exp \left(-{\frac {\pi in^{2}p}{2q}}\right).}
Tot i que ambdues parts són meres sumes finites, encara no s'ha trobat cap prova per mètodes completament finits. La manera actual de demostrar-ho és posar {\displaystyle \tau ={\frac {2\mathrm {i} q}{p}}+\varepsilon } (on ε > 0) en aquesta identitat (realitzat per Jacobi, que és essencialment només un cas especial de la fórmula de sumatori de Poisson en l'anàlisi harmònica clàssica):
{\displaystyle \sum _{n=-\infty }^{+\infty }e^{-\pi n^{2}\tau }={\frac {1}{\sqrt {\tau }}}\sum _{n=-\infty }^{+\infty }e^{-\pi {\frac {n^{2}}{\tau }}}}
i després fem ε → 0.
Si fem q = 1, la identitat es redueix a una fórmula de la suma quadràtica de Gauss de mòdul p.
La identitat de Landsberg-Schaar es pot reformular més simètricament com:
{\displaystyle {\frac {1}{\sqrt {p}}}\sum _{n=0}^{p-1}\exp \left({\frac {\pi in^{2}q}{p}}\right)={\frac {e^{{\frac {1}{4}}\pi i}}{\sqrt {q}}}\sum _{n=0}^{q-1}\exp \left(-{\frac {\pi in^{2}p}{q}}\right)}
sempre que afegim la hipòtesi que pq sigui un nombre parell.